# Gordonia curtyana
Gordonia curtyana là một loài thực vật thuộc họ Theaceae. Đây là loài đặc hữu của Cuba. Chúng hiện đang bị đe dọa vì mất môi trường sống.